# Кирчовсько
Ки́рчовсько (болг. Кърчовско) — село в Кирджалійській області Болгарії. Входить до складу общини Кирково.

## Населення
За даними перепису населення 2011 року у селі проживали 178 осіб, з них 176 осіб (98,9%) — турки.
Розподіл населення за віком у 2011 році:
Динаміка населення: